# With the Beatles
With the Beatles es el segundo álbum de estudio de la banda de rock The Beatles, lanzado al mercado el 22 de noviembre de 1963 por Parlophone. El álbum fue grabado después de haberse publicado el primer álbum Please Please Me. fue editado en formato mono (PMC 1206) y en estéreo (PCS 3045). Presentaba ocho composiciones originales —incluyendo la primera de George Harrison— y seis versiones, la mayoría de la Motown y el R&B.
El LP tuvo un pre-pedido de medio millón de copias y vendió otro medio millón para septiembre de 1965, y se convirtió en el segundo álbum que vendía un millón de copias en el Reino Unido, pues el primero en conseguirlo fue la banda sonora original de la película South Pacific (1958). Se mantuvo en la cima de la lista durante veintiún semanas, y desplazó a Please Please Me, de manera que los Beatles ocuparon el primer puesto durante cincuenta y un semanas consecutivas entre los dos álbumes. Incluso llegó a alcanzar el número once en la lista de sencillos —en aquella época, las listas del Reino Unido contaba todas las grabaciones vendidas, independientemente del formato que tuvieran—.
En el año 2012, la revista Rolling Stone clasificó a With the Beatles en el puesto 419 en su lista de los 500 mejores álbumes de todos los tiempos.

## Contenido musical

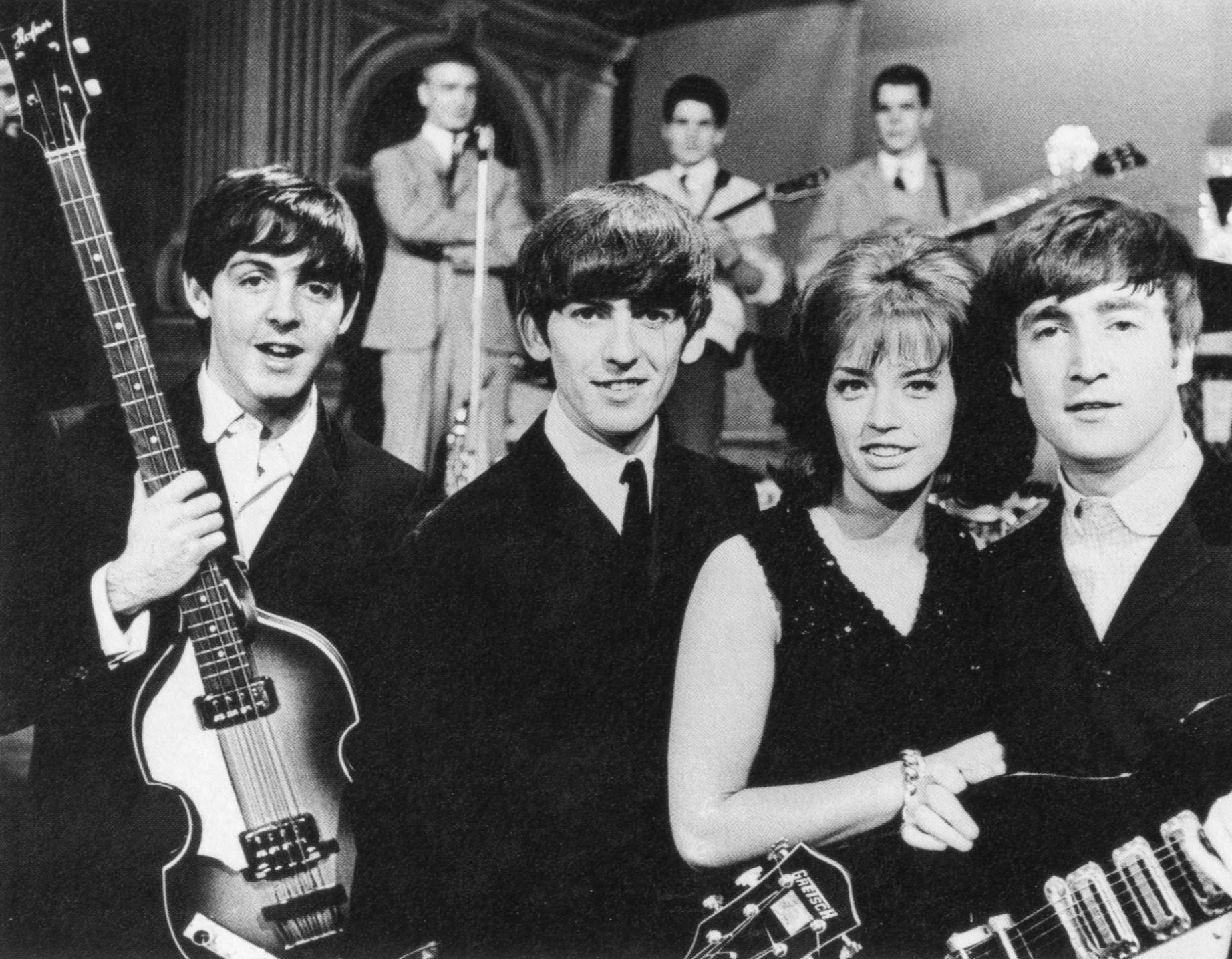
The Beatles y Lill-Babs en 1963

El álbum se abría con dos composiciones de John Lennon, «It Won't Be Long» y «All I've Got to Do», seguido de «All My Loving» de Paul McCartney. George Harrison compuso el siguiente tema, «Don't Bother Me», al cual seguía una composición de Lennon y McCartney, «Little Child». Paul tomó las riendas como vocalista principal en «Till There Was You», un número perteneciente al musical americano de 1957 The Music Man, y que los Beatles solían interpretar en sus actuaciones en los clubes de Liverpool.
«Please Mister Postman» era la primera de las versiones de la Motown que interpretaron los Beatles en el disco, originalmente un éxito de las Marvelettes en Estados Unidos. Harrison cantó el clásico de Chuck Berry «Roll Over Beethoven», al tiempo que Paul actuó como vocalista principal en el siguiente tema, «Hold Me Tight», compuesto por Lennon y McCartney. Otro éxito de la Motown interpretado por los Beatles fue el tema «You Really Got a Hold on Me», de Smokey Robinson, un tema estadounidense de los Miracles.
«I Wanna Be Your Man» fue compuesta por McCartney con ayuda de Lennon, y la interpretó Ringo Starr como vocalista principal. Esta fue la canción que los Beatles dieron a los Rolling Stones para que la grabaran y la editaran como sencillo. La siguiente, «Devil in Her Heart», cantada por Harrison, fue originalmente grabada en Estados Unidos por el grupo vocal femenino The Donays como «Devil in His Heart», sin ningún éxito. Esta canción fue seguida en el álbum por «Not a Second Time», una composición de Lennon, descrita por un crítico musical del periódico británico The Times de una forma tan positivamente detallada, que ayudó a que se le concediese aún mayor respetabilidad a la música de los Beatles.
La canción final del álbum fue una tercera versión de la Motown, «Money (That's What I Want)», único éxito en las listas estadounidenses del cantante Barrett Strong.
De With the Beatles se extraerían las canciones «All My Loving» y «Money» para ser editadas, junto a los temas «Ask Me Why» y «P.S. I Love You», en el EP All My Loving, publicado el 7 de febrero de 1964.

## Publicación
El segundo álbum de los Beatles se publicó en Canadá con el título de Beatlemania! With the Beatles el 25 de noviembre de 1963. Fue el primer álbum de los Beatles en ser lanzado en Canadá, así como el primer álbum del grupo en aparecer en algún lugar de Norteamérica. La grabación y la portada eran exactamente las mismas que el original de los Beatles lanzado en el Reino Unido, a excepción del texto adicional añadido a la portada y el hecho de que la edición canadiense sólo estaba disponible en sonido monoaural (número de catálogo T-6051). Se reeditaría años más tarde en Canadá con sonido estereofónico bajo el número de catálogo ST-6051.
La mayor parte de las canciones de With the Beatles aparecieron en los Estados Unidos en el primer álbum de la banda que Capitol Records publicó en este país el 20 de enero de 1964, Meet the Beatles!, siendo las restantes publicadas en el siguiente a este, The Beatles' Second Album.
With the Beatles fue reeditado oficialmente en CD el 26 de febrero de 1987 (número de catálogo CDP 7 46436 2), junto con otros tres álbumes de los Beatles: Please Please Me, A Hard Day's Night y Beatles for Sale, todos ellos publicados solamente en mono. With the Beatles, junto con el resto de la discografía de los Beatles, sería reeditado nuevamente en CD el 9 de septiembre de 2009, tanto en mono, por tiempo limitado, como en estéreo. La nueva remasterización del 2009 sustituía a la pobre calidad de sonido que ofrecían los CD editados desde 1987.

## Portada
Robert Freeman hizo la fotografía de la portada el 22 de agosto de 1963. Freeman era famoso por haber trabajado con modelos en el primer calendario de Pirelli, y por haber fotografiado al político soviético Nikita Jrushchov en el Kremlin. Pero fueron sus fotos en blanco y negro de la leyenda del jazz John Coltrane las que llamaron la atención de los Beatles.
Paul recuerda: «Nos dispuso en el pasillo de un hotel, muy poco parecido a un estudio. El pasillo estaba bastante oscuro y había una ventana al final. Usando la fuente natural de luz de esta ventana que venía desde la derecha, tomó cada una de esas fotos malhumoradas. La mayoría de la gente cree que tuvo que trabajar en ellas un montón de tiempo. Pero fue sólo una hora. Se sentó, tomó un par de rollos, y eso fue todo». El mismo Freeman comentó: «Tenían que encajar en el formato cuadrado de la portada, así que en lugar de ponerlos en línea, preferí poner a Ringo en la esquina inferior derecha ya que era el último que había entrado en el grupo. También era el más bajo».
La idea original era que la foto ocupara la portada completa, sin título ni sangría, pero el estudio la vetó; en realidad no creían que los Beatles fuesen lo suficientemente famosos como para poder sacar una portada sin el nombre de la banda en ella —el primer álbum en aparecer con una portada ocupada en su totalidad por una foto fue The Rolling Stones, álbum debut de la banda del mismo nombre, lanzado unos pocos meses después—. El estudio también trató de rechazar la portada porque los Beatles no estaban sonriendo, y solo fue por la intercesión de George Martin por lo que siguieron adelante con ella. De hecho, a Freeman se le pagaron 75 libras esterlinas —tres veces su tarifa normal— por los problemas que hubo que afrontar.

## Lista de canciones
Todas las canciones escritas y compuestas por Lennon—McCartney, excepto donde está indicado. 
| Cara 1 |                                   |                     |          |  |
| N.º    | Título                            | Vocalista principal | Duración |  |
| 1.     | «It Won't Be Long»                | Lennon              | 2:20     |  |
| 2.     | «All I've Got to Do»              | Lennon              | 2:05     |  |
| 3.     | «All My Loving»                   | McCartney           | 2:10     |  |
| 4.     | «Don't Bother Me» (Harrison)      | Harrison            | 2:27     |  |
| 5.     | «Little Child»                    | Lennon y McCartney  | 1:48     |  |
| 6.     | «Till There Was You» (Willson)    | McCartney           | 2:17     |  |
| 7.     | «Please Mister Postman» (Holland) | Lennon              | 2:35     |  |
| 15:35  |                                   |                     |          |  |

| Cara 2 |                                               |                     |          |  |
| N.º    | Título                                        | Vocalista principal | Duración |  |
| 1.     | «Roll Over Beethoven» (Berry)                 | Harrison            | 2:50     |  |
| 2.     | «Hold Me Tight»                               | McCartney           | 2:30     |  |
| 3.     | «You Really Got a Hold on Me» (Robinson)      | Lennon y Harrison   | 3:03     |  |
| 4.     | «I Wanna Be Your Man»                         | Starr               | 2:00     |  |
| 5.     | «Devil in Her Heart» (Drapkin)                | Harrison            | 2:30     |  |
| 6.     | «Not a Second Time»                           | Lennon              | 2:10     |  |
| 7.     | «Money (That's What I Want)» (Bradford—Gordy) | Lennon              | 2:50     |  |
| 17:42  |                                               |                     |          |  |

Nota: El tema «Please Mister Postman» estaba acreditado solo a Brian Holland en la edición original de With the Beatles, aún habiéndose acreditado a Dobbins-Garrett-Brianbert (Brianbert = Brian Holland y Robert Bateman) la canción original interpretada por las Marvelettes en 1961. Con el tiempo, y cerrando la acreditación definitiva junto a Georgia Dobbins, William Garrett, Brian Holland y Robert Bateman, también se le reconoció la autoría del tema a Freddie Gorman, otro antiguo colaborador musical de Brian Holland antes de que este formase parte de un nuevo equipo de compositores musicales en 1962. Bajo estos cinco autores aparecería acreditada la canción «Please Mister Postman» en la reedición del álbum en CD.

## Historial de lanzamiento a nivel mundial
- El número de catálogo representa solo la referencia de With the Beatles con sonido monoaural.

| País          | Fecha de publicación    | Título del álbum              | Discográfica / Núm. cat. |
| ------------- | ----------------------- | ----------------------------- | ------------------------ |
| Alemania      | 12 de noviembre de 1963 | With the Beatles              | Odeon O 83 568           |
| Reino Unido   | 22 de noviembre de 1963 | With the Beatles              | Parlophone PMC 1206      |
| Francia       | Noviembre de 1963       | Les Beatles                   | Odeon OSX 222            |
| Países Bajos  | Noviembre de 1963       | With the Beatles              | Parlophone PMC 1206      |
| Sudáfrica     | Noviembre de 1963       | With the Beatles              | Parlophone PMCJ 1206     |
| Dinamarca     | Diciembre de 1963       | With the Beatles              | Parlophone PMC 1206      |
| Suecia        | Diciembre de 1963       | With the Beatles              | Parlophone PMC 1206      |
| Perú          | Diciembre de 1963       | With the Beatles              | Odeon PMC 1206           |
| Canadá        | 2 de diciembre de 1963  | Beatlemania! With the Beatles | Capitol Records T-6051   |
| Chile         | Enero de 1964           | Con los Beatles               | Odeon LDC 36465          |
| India         | Febrero de 1964         | With the Beatles              | Parlophone PMC 1206      |
| Nueva Zelanda | Febrero de 1964         | With the Beatles              | Parlophone PMCM.1206     |
| Venezuela     | Febrero de 1964         | Estos son los Beatles         | Odeon OLP 371            |
| Italia        | 4 de febrero de 1964    | I favolosi Beatles            | Parlophon PMCQ 31503     |
| Argentina     | 7 de febrero de 1964    | Con los Beatles               | Odeon “Pops” LDS 2096    |
| Australia     | 22 de febrero de 1964   | With the Beatles              | Parlophone PMCO 1206     |
| Uruguay       | Mayo de 1964            | Con los Beatles               | Odeon URL 2096           |
| España        | 23 de mayo de 1964      | With the Beatles              | Odeon MOCL 121           |

## Personal
The Beatles
- John Lennon: voz solista, segunda voz; guitarra rítmica, guitarra rítmica acústica en «Till There Was You», guitarra acústica en «Not a Second Time»; armónica en «Little Child»; palmas; pandereta en «Don't Bother Me».
- Paul McCartney: voz solista, segunda voz, armonía vocal en «You Really Got a Hold on Me»; bajo; palmas; piano en «Little Child»; claves en «Don't Bother Me».
- George Harrison: voz solista, segunda voz, armonía vocal en «You Really Got a Hold on Me»; guitarra solista; guitarra solista acústica en «Till There Was You», guitarra acústica en «Not a Second Time»; palmas.
- Ringo Starr: voz solista en «I Wanna Be Your Man»; batería; maracas; palmas; bongó árabe de piel floja en «Don't Bother Me».

Músicos adicionales
- George Martin: piano en «You Really Got a Hold on Me», «Not a Second Time» y «Money (That's What I Want)»; órgano Hammond en «I Wanna Be Your Man».

Producción
- George Martin: producción y mezclas.
- Norman Smith: ingeniero de sonido y mezclas.
- Richard Langham: 2º ingeniero de sonido.
- Geoff Emerick: 2º ingeniero de sonido y mezclas.
- A.B. Lincoln: 2º ingeniero de mezclas en «Money (That's What I Want)».

Otros
- Robert Freeman: fotografía de la portada del álbum.
- Tony Barrow: notas de la contraportada del álbum.

## Posición en las listas de éxitos
| País        | Lista (1963)        | Posición más alta | Semanas en la 1.ª pos. |
| ----------- | ------------------- | ----------------- | ---------------------- |
| Reino Unido | Record Retailer     | 1                 | 21                     |
| Reino Unido | New Musical Express | 1                 |                        |
| Reino Unido | Melody Maker        | 1                 |                        |

| Predecesor: Please Please Me de The Beatles | Record Retailer - Álbum n.º 1 1 de diciembre de 1963 - 25 de abril de 1964 | Sucesor: The Rolling Stones de The Rolling Stones |